# Quacke

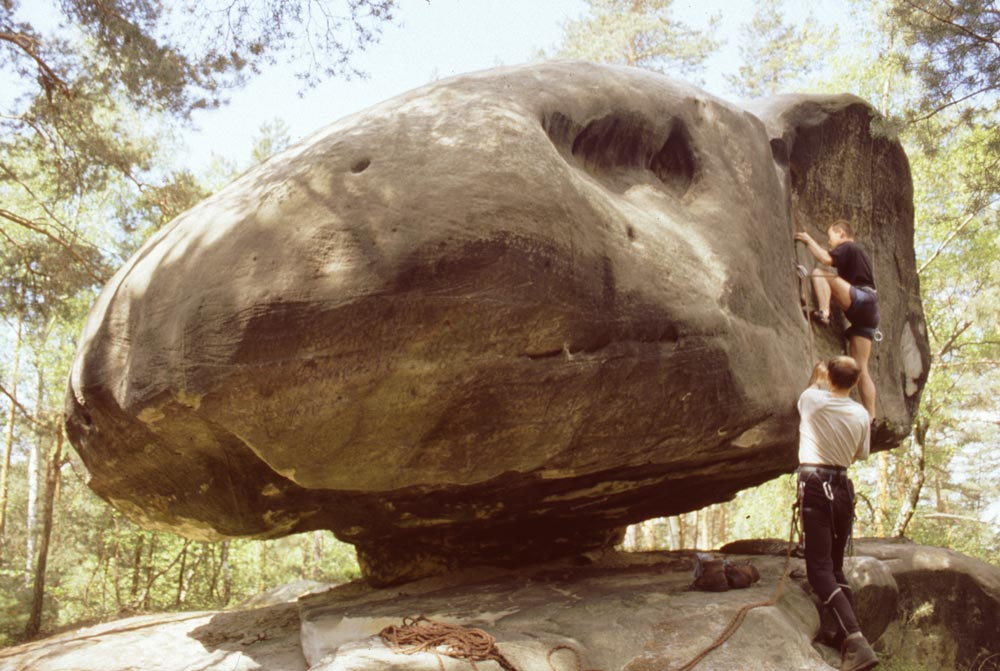
Quacke mit dem Namen „Felsenpilz“ im Böhmischen Paradies

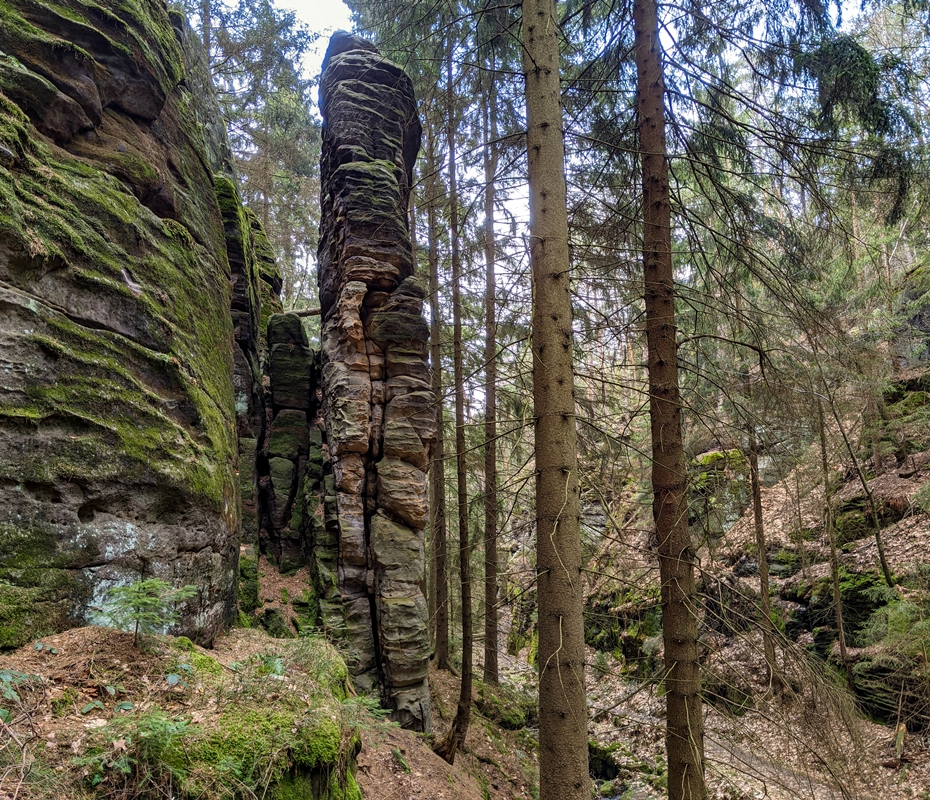
Der etwa 13 Meter hohe Klettergipfel "Kehllochscheibe" ist eine typische Quacke in der Sächsischen Schweiz

Als Quacke werden kleinere Kletterfelsen vor allem in Sachsen bezeichnet. Das Wort Quacke ist indogermanischen Ursprunges und bedeutet so viel wie Kiesel. So kommt der Begriff in vielen Sprachen vor, wie zum Beispiel armenisch kwar oder ungarisch kvarc. Die Quarksteine auf dem Riesengebirgskamm haben einen ähnlichen namentlichen Ursprung, ebenso die Quarksteine bei Niedercrinitz in Westsachsen. Das deutsche Wort Quacke wurde von Kletterern in den nordböhmischen Klettergebieten umgangssprachlich auch ins Tschechische übernommen, da dort ein entsprechender Begriff nicht existierte.
Es gibt keine exakte Definition des Begriffs. In verschiedenen sächsischen Klettergebieten werden damit unterschiedliche Felsformationen bezeichnet:
- Im Klettergebiet Zittauer Gebirge werden in der Regel freistehende, unter 10 Meter hohe Felsen als Quacken bezeichnet. Es gibt über 160 registrierte Quacken, immer wieder werden neue entdeckt. Für das Zittauer Gebirge gibt es einen entsprechenden Quackenführer. Hier findet man neben extrem schweren Quacken – z. B. dem Kleinen Kelch – auch einfache Quacken mit Wegen ab Schwierigkeitsgrad I der Sächsischen Skala  – z. B. der Liebesturm.
- Im Klettergebiet Sächsische Schweiz werden umgangssprachlich als Quacke offiziell anerkannte Klettergipfel bezeichnet, die von vielen Bergsteigern aufgrund ihrer vergleichsweise kleinen Ausmaße, der geringen Kletterschwierigkeit, langer Anmarschwege oder unattraktiver Kletterwege als nicht lohnend empfunden werden.[1] Quacken in der Sächsischen Schweiz können daher auch deutlich über 10 Meter hoch sein.

In anderen deutschen Klettergebieten gibt es ebenfalls einzelne, als Quacken bezeichnete Felsen, bspw. im Göttinger Wald. Gelegentlich werden auch Boulderfelsen so bezeichnet.